# Handball Club Fregata Burgas
Le HC Port Burgas est un club de handball situé à Bourgas en Bulgarie.

## Palmarès
- Championnat de Bulgarie (4) : 1996-1997, 1997-1998, 1998-1999, 2013-2014, 2014-2015